# Ferenc Török

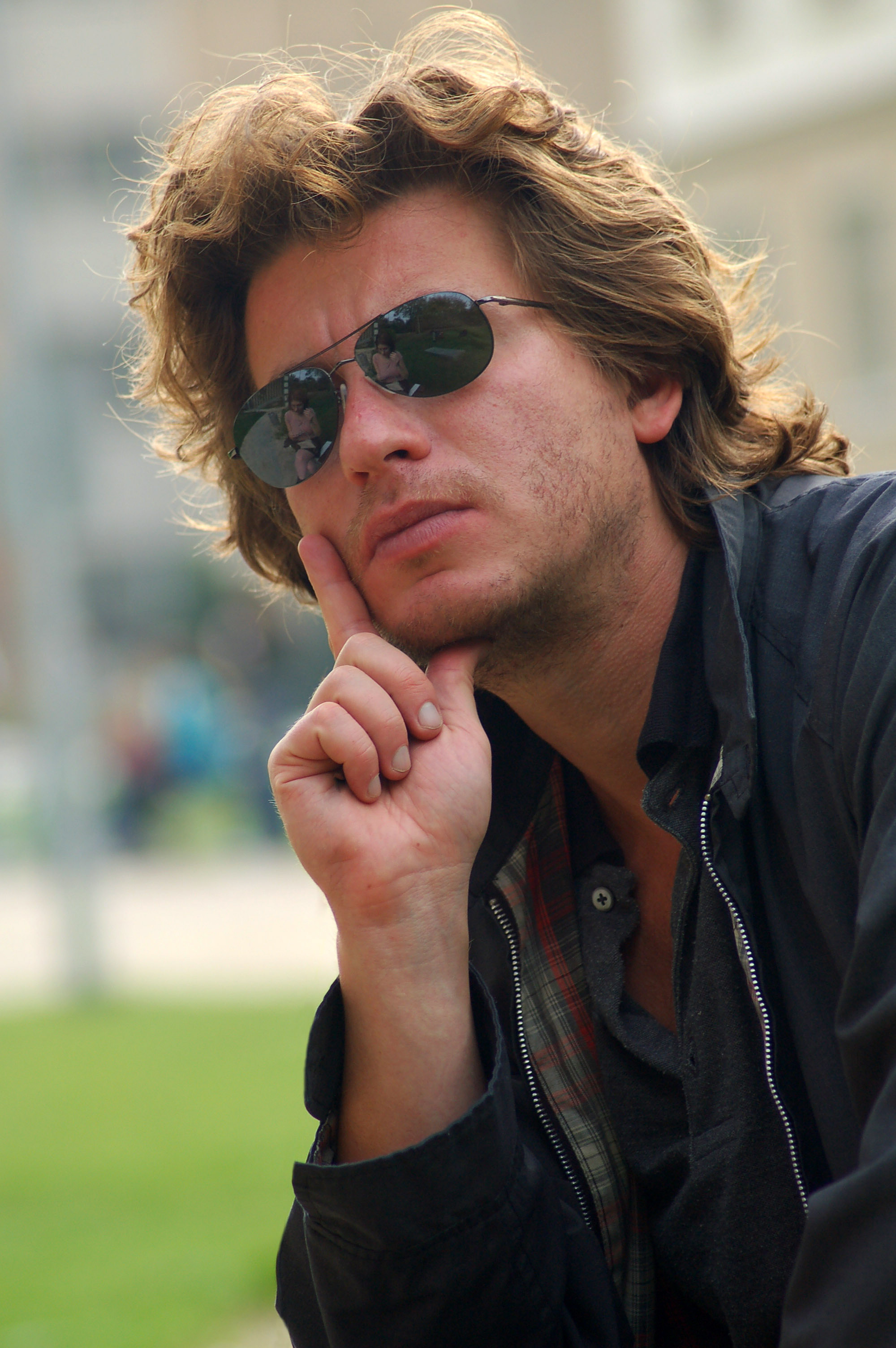
Török 2007

Ferenc Török, född 23 april 1971 i Budapest, är en ungersk filmregissör och manusförfattare. Török studerade vid Drama- och filmhögskolan i Budapest. Hans avgångsfilm var Moszkva tér ("Moskvatorget") från 2001, som utspelar sig under kommunismens fall 1989 och handlar om en grupp gymnasieelever som hellre festar än deltar i händelserna. Filmen fick priserna för bästa debutfilm och bästa kvinnliga biroll vid Ungerska filmfestivalen.

## Regi i urval
- Moszkva tér (2001)
- Szezon (2003)
- Overnight (2007)
- Isztambul (2011)
- Senki szigete (2014)